# بایکی‌باش
بایکی‌باش (انگلیسی: Baykibash) یک شهرک در شهرستان تاتیشلینسکی استان باشقیرستان کشور روسیه است.